# Карибский тюлень-монах
Карибский тюлень-монах, или тропический тюлень-монах, или вест-индский тюлень-монах (лат. Neomonachus tropicalis), — вымерший вид семейства настоящих тюленей (Phocidae). Ранее включался в род тюленей-монахов (Monachus); в 2014 году вместе с гавайским тюленем-монахом был выделен в отдельный род Neomonachus трибы Monachini.

## Внешний вид
Длина тела примерно 2,4 м. Окраска тела почти одноцветная коричневая с серым оттенком; бока более светлые, постепенно переходящие в бледно-жёлтое или желтовато-белое брюхо.

## Распространение
Населяли побережье и острова Карибского моря и Мексиканского залива от Гондураса и Юкатана на востоке до Ямайки, Кубы и Багамских островов. В настоящее время распространение неизвестно. По-видимому, ещё встречались в 1952 году в водах банки Серранилья (Серранилла) в западной части Карибского моря.
В настоящее время исчезли. Специальная экспедиция в 1980 году не смогла обнаружить ни одного карибского тюленя-монаха. Причина снижения численности связана с перепромыслом и с различными видами антропогенного воздействия.
Охранялись на Ямайке.

## Образ жизни и питание
Экология сходна с таковой тюленя-монаха.
Держались по песчаным берегам. Питались в лагунах и у рифов, по-видимому, в основном рыбой. Пик размножения приходился на декабрь.